# Lithacodia intractabilis
Lithacodia intractabilis är en fjärilsart som beskrevs av Walker 1860. Lithacodia intractabilis ingår i släktet Lithacodia och familjen nattflyn. Inga underarter finns listade i Catalogue of Life.